# Nuoto ai campionati europei di nuoto 2018 - 200 metri farfalla maschili
La gara dei 200 metri farfalla maschili degli Europei 2018 si è svolta il 4 e 5 agosto 2018.

## Podio
| Pos.    | Atleta            | Nazione  |
| ------- | ----------------- | -------- |
| Oro     | Kristóf Milák     | Ungheria |
| Argento | Tamás Kenderesi   | Ungheria |
| Bronzo  | Federico Burdisso | Italia   |

## Record
Prima della manifestazione il record del mondo (RM), il record europeo (EU) e il record dei campionati (RC) erano i seguenti:
| Record mondiale       | 1'51"51 | Michael Phelps | 29 luglio 2009 Roma    |
| Record europeo        | 1'52"70 | László Cseh    | 13 agosto 2008 Pechino |
| Record dei campionati | 1'52"91 | László Cseh    | 19 maggio 2016 Londra  |

## Risultati

### Batterie
| Pos. | Batteria | Corsia | Atleta               | Nazionalità   | Tempo   | Note |
| ---- | -------- | ------ | -------------------- | ------------- | ------- | ---- |
| 1    | 4        | 4      | Kristóf Milák        | Ungheria      | 1'54"17 | Q    |
| 2    | 2        | 4      | Tamás Kenderesi      | Ungheria      | 1'54"91 | Q    |
| 3    | 2        | 3      | Bence Biczó          | Ungheria      | 1'55"86 |      |
| 4    | 4        | 5      | Viktor Bromer        | Danimarca     | 1'55"90 | Q    |
| 5    | 3        | 4      | László Cseh          | Ungheria      | 1'55"91 |      |
| 6    | 3        | 3      | James Guy            | Gran Bretagna | 1'56"13 | Q    |
| 7    | 3        | 5      | Antani Ivanov        | Bulgaria      | 1'56"33 | Q    |
| 8    | 3        | 6      | Louis Croenen        | Belgio        | 1'57"11 | Q    |
| 9    | 4        | 6      | Federico Burdisso    | Italia        | 1'57"39 | Q    |
| 10   | 2        | 2      | Brendan Hyland       | Irlanda       | 1'57"55 | Q    |
| 11   | 4        | 3      | Jan Świtkowski       | Polonia       | 1'57"65 | Q    |
| 12   | 3        | 1      | Maksym Shemberev     | Azerbaigian   | 1'57"84 | Q    |
| 13   | 2        | 5      | Ramon Klenz          | Germania      | 1'57"91 | Q    |
| 14   | 4        | 8      | Miguel Nascimento    | Portogallo    | 1'58"23 | Q    |
| 15   | 3        | 2      | Filippo Berlincioni  | Italia        | 1'58"66 | Q    |
| 16   | 4        | 7      | Patrick Staber       | Austria       | 1'58"96 | Q    |
| 17   | 2        | 7      | Nils Liess           | Svizzera      | 1'59"17 | Q    |
| 18   | 3        | 7      | Joan Lluís Pons      | Spagna        | 1'59"33 | Q    |
| 19   | 3        | 8      | Xaver Gschwentner    | Austria       | 1'59"36 |      |
| 20   | 4        | 0      | Noè Ponti            | Svizzera      | 1'59"41 |      |
| 21   | 2        | 1      | Etay Gurevich        | Israele       | 1'59"62 |      |
| 22   | 2        | 8      | Filip Zelić          | Croazia       | 2'00"04 |      |
| 23   | 1        | 4      | Richard Nagy         | Slovacchia    | 2'00"22 |      |
| 24   | 4        | 2      | Jacob Peters         | Gran Bretagna | 2'00"40 |      |
| 25   | 3        | 9      | Petr Novák           | Rep. Ceca     | 2'00"84 |      |
| 26   | 2        | 9      | Kregor Zirk          | Estonia       | 2'01"14 |      |
| 26   | 4        | 9      | Samet Alkan          | Turchia       | 2'01"14 |      |
| 28   | 3        | 0      | Deividas Margevičius | Lituania      | 2'01"62 |      |
| 29   | 2        | 0      | Paul Espernberger    | Austria       | 2'03"12 |      |
| 30   | 1        | 5      | Yauhen Tsurkin       | Bielorussia   | 2'04"84 |      |
| 31   | 1        | 6      | Rasim Gör            | Turchia       | 2'06"32 |      |
| 32   | 1        | 3      | Joshua Gold          | Estonia       | 2'06"45 |      |
| 33   | 1        | 2      | Ergecan Gezmiş       | Turchia       | 2'06"75 |      |
| 34   | 1        | 7      | Cevin Siim           | Estonia       | 2'07"19 |      |
| 35   | 1        | 8      | Armin Lelle          | Estonia       | 2'09"86 |      |
| 36   | 1        | 1      | Sergey Kuznetsov     | Finlandia     | 2'10"82 |      |
|      | 4        | 1      | Nans Roch            | Francia       | dq      |      |

### Semifinali
| Pos. | Semifinale | Corsia | Nome                | Nazionalità   | Tempo   | Note             |
| ---- | ---------- | ------ | ------------------- | ------------- | ------- | ---------------- |
| 1    | 1          | 4      | Tamás Kenderesi     | Ungheria      | 1'55"26 | Q                |
| 2    | 2          | 4      | Kristóf Milák       | Ungheria      | 1'55"48 | Q                |
| 3    | 2          | 5      | Viktor Bromer       | Danimarca     | 1'55"83 | Q                |
| 4    | 1          | 5      | James Guy           | Gran Bretagna | 1'56"16 | Q r              |
| 5    | 1          | 2      | Maksym Shemberev    | Azerbaigian   | 1'56"21 | Q,               |
| 6    | 1          | 3      | Louis Croenen       | Belgio        | 1'56"58 | Q                |
| 7    | 2          | 3      | Antani Ivanov       | Bulgaria      | 1'56"68 | Q                |
| 8    | 2          | 2      | Jan Świtkowski      | Polonia       | 1'56"87 | Q                |
| 9    | 2          | 6      | Federico Burdisso   | Italia        | 1'57"20 | Q                |
| 10   | 1          | 6      | Brendan Hyland      | Irlanda       | 1'57"38 | Record nazionale |
| 11   | 2          | 7      | Ramon Klenz         | Germania      | 1'57"47 |                  |
| 12   | 2          | 8      | Nils Liess          | Svizzera      | 1'57"91 |                  |
| 13   | 2          | 1      | Filippo Berlincioni | Italia        | 1'58"09 |                  |
| 14   | 1          | 7      | Miguel Nascimento   | Portogallo    | 1'58"26 |                  |
| 15   | 1          | 8      | Joan Lluís Pons     | Spagna        | 1'58"28 |                  |
| 16   | 1          | 1      | Patrick Staber      | Austria       | 1'59"46 |                  |

### Finale
| Pos. | Corsia | Atleta            | Nazionalità | Tempo   | Note |
| ---- | ------ | ----------------- | ----------- | ------- | ---- |
|      | 5      | Kristóf Milák     | Ungheria    | 1'52"79 |      |
|      | 4      | Tamás Kenderesi   | Ungheria    | 1'54"36 |      |
|      | 8      | Federico Burdisso | Italia      | 1'55"97 |      |
| 4    | 3      | Viktor Bromer     | Danimarca   | 1'56"33 |      |
| 4    | 2      | Louis Croenen     | Belgio      | 1'56"33 |      |
| 6    | 1      | Jan Świtkowski    | Polonia     | 1'56"53 |      |
| 7    | 6      | Maksym Shemberev  | Azerbaigian | 1'56"73 |      |
| 8    | 7      | Antani Ivanov     | Bulgaria    | 1'57"88 |      |